# Biserica niceniană
Biserica niceniană este numele dat de către istoricii moderni Bisericii creștine a primului mileniu, înainte de Marea Schismă, ce a fost definită în 325 la Primul conciliu de la Niceea.